# Československá hokejová reprezentace v sezóně 1960/1961
Československá hokejová reprezentace v sezóně 1960/1961 sehrála celkem 11 zápasů.

## Přehled mezistátních zápasů
| Pořadí | Datum              | Soupeř  | Výsledek            | Soutěž                 | Místo utkání |
| ------ | ------------------ | ------- | ------------------- | ---------------------- | ------------ |
| 330.   | 20. listopadu 1960 | Švédsko | 1:3 (0:1, 0:2, 1:0) | přátelsky              | Praha        |
| 331.   | 21. listopadu 1960 | Švédsko | 1:2 (1:1, 0:0, 0:1) | přátelsky              | Praha        |
| 332.   | 18. února 1961     | Kanada  | 6:7 (2:1, 3:4, 1:2) | přátelsky              | Praha        |
| 333.   | 21. února 1961     | USA     | 6:3 (3:1, 1:2, 2:0) | přátelsky              | Ostrava      |
| 334.   | 2. března 1961     | Finsko  | 6:0 (1:0, 0:0, 5:0) | Mistrovství světa 1961 | Lausanne     |
| 335.   | 4. března 1961     | USA     | 4:1 (1:0, 1:0, 2:1) | Mistrovství světa 1961 | Ženeva       |
| 336.   | 5. března 1961     | SRN     | 6:0 (2:0, 0:0, 4.0) | Mistrovství světa 1961 | Ženeva       |
| 337.   | 7. března 1961     | SSSR    | 6:4 (2:1, 2:2, 2:1) | Mistrovství světa 1961 | Ženeva       |
| 338.   | 9. března 1961     | Kanada  | 1:1 (1:0, 0:1, 0:0) | Mistrovství světa 1961 | Lausanne     |
| 339.   | 11. března 1961    | NDR     | 5:1 (1:0, 2:1, 2:0) | Mistrovství světa 1961 | Ženeva       |
| 340.   | 12. března 1961    | Švédsko | 5:2 (3:1, 1:1, 1:0) | Mistrovství světa 1961 | Lausanne     |

## Bilance sezóny 1960/61
| Soupeř  | Zápasy | Výhry | Remízy | Prohry | Skóre |
| ------- | ------ | ----- | ------ | ------ | ----- |
| Finsko  | 1      | 1     | 0      | 0      | 6:0   |
| Kanada  | 2      | 0     | 1      | 1      | 7:8   |
| NDR     | 1      | 1     | 0      | 0      | 5:1   |
| SRN     | 1      | 1     | 0      | 0      | 6:0   |
| SSSR    | 1      | 1     | 0      | 0      | 6:4   |
| Švédsko | 3      | 1     | 0      | 2      | 7:7   |
| USA     | 2      | 2     | 0      | 0      | 10:4  |
| Celkem  | 11     | 7     | 1      | 3      | 47:24 |

## Další zápasy reprezentace
| Datum              | Soupeř                 | Výsledek            | Soutěž    | Místo utkání      |
| 18. listopadu 1960 | Spartak Mladá Boleslav | 4:0 (1:0, 2:0, 1:0) | přátelsky | Mladá Boleslav    |
| 13. března 1961    | HC Villars             | 6:4 (3:1, 2:1, 1:2) | přátelsky | Villars-sur-Ollon |

## Přátelské mezistátní zápasy
Československo –  Švédsko 1:3 (0:1, 0:2, 1:0)
20. listopadu 1960 – Praha

Branky a nahrávky Československa: 55. Július Černický (Jozef Golonka).

Branky a nahrávky Švédska: 18. Ulf Sterner, 26. Per-Olof Härdin (Ulf Sterner), 33. Ronald Pettersson.

Rozhodčí: Andrej Starovojtov (URS), Fritz Gross (GDR)

Vyloučení: 1:2 (využití 0:0)
ČSR: Vladimír Dzurilla – Rudolf Potsch, Jan Kasper (Jaromír Bünter), Zdeněk Landa, Stanislav Sventek – Bronislav Danda, Václav Pantůček, František Schwach (21. Miroslav Vlach) – Július Černický, Jozef Golonka, Ján Starší – Jiří Dolana, Josef Barta (21. Josef Klíma), Miroslav Vlach (Josef Barta).
Švédsko: Heimo Klockare (Kjell Svensson) – Roland Stoltz, Lars Björn, Gert Blomé, Bert-Olov Nordlander – Ronald Pettersson, Nisse Nilsson, Lars-Eric Lundvall – Kurt Thulin, Sven Tumba Johansson, Carl-Göran Öberg – Ulf Sterner, Lennart Johansson (Anders Andersson), Per-Olof Härdin.
 Československo –  Švédsko 1:2 (1:1, 0:0, 0:1)
21. listopadu 1960 – Praha

Branky a nahrávky Československa: 10. Václav Pantůček (Jiří Dolana).

Branky a nahrávky Švédska: 3. Carl-Göran Öberg (Sven Tumba Johansson), 44. Ulf Sterner (Per-Olof Härdin).

Rozhodčí: Andrej Starovojtov (URS), Fritz Gross (GDR)

Vyloučení: 0:0
ČSR: Josef Mikoláš – Rudolf Potsch, Jaromír Bünter, Zdeněk Landa, Stanislav Sventek – Bronislav Danda, Václav Pantůček (22. Karol Fako), Miroslav Vlach – Ján Starší, Jozef Golonka, Július Černický – František Schwach, Josef Klíma (44. Karol Fako), Josef Barta
Švédsko: Kjell Svensson – Roland Stoltz, Lars Björn, Gert Blomé, Bert-Olov Nordlander – Ronald Pettersson, Nisse Nilsson, Lars-Eric Lundvall – Kurt Thulin, Sven Tumba Johansson, Carl-Göran Öberg – Per-Olof Härdin, Anders Andersson, Ulf Sterner.
 Československo –  Kanada 6:7 (2:1, 3:4, 1:2)
18. února 1961 – Praha

Branky a nahrávky Československa: 12. Ján Starší (František Vaněk), 14. Miroslav Vlach, 29. František Gregor, 30. Zdeněk Kepák, 31. František Vaněk (Ján Starší), 44. Jan Klapáč (Jaromír Bünter).

Branky a nahrávky Kanady: 18. Walter Peacosh, 24. Adolphe Tambellini (Cal Hockley), 32. Adolphe Tambellini (Darryl Sly), 34. Walter Peacosh (Mike Lagace), 37. Mike Lagace, 43. David Rusnell, 56. Darryl Sly.

Rozhodčí: Ščelkov (URS), Jan Wycisk (POL)

Vyloučení: 4:6 (využití 1:1)
ČSSR: Josef Mikoláš  – František Gregor, Jan Kasper, Stanislav Sventek, Jaromír Bünter – Josef Černý, František Vaněk, Ján Starší – Miroslav Vlach (21. Zdeněk Haber), Luděk Bukač, Jiří Dolana – Jaroslav Walter, Zdeněk Kepák, Jan Klapáč.
Kanada: Seth Martin – Darryl Sly, Don Fletcher, Harry Smith, George Ferguson – Mike Lagace, David Rusnell, Cal Hockley – Robert Kromm (John McIntyre), Walter Peacosh, Norman Lenardon – Hal Jones, Gerry Penner, Adolphe Tambellini – Jack McLeod.
 Československo –  USA 	6:3 (3:1, 1:2, 2:0)
21. února 1961 – Ostrava

Branky Československa: 2x František Gregor, Zdeněk Haber, Ján Starší, František Vaněk, Josef Černý.

Branky USA: Dan Dillworth, Dick Burg, Larry Cronkhite.

Rozhodčí: Ščelkov (URS), Jan Wycisk (POL)

Vyloučení: 3:4 (využití 0:1)
ČSSR: Josef Mikoláš  – Stanislav Sventek, Jan Kasper, Jaromír Bünter, František Gregor – Ján Starší, František Vaněk, Josef Černý – Zdeněk Kepák, Václav Pantůček, Zdeněk Haber – Jiří Dolana, Luděk Bukač, Jaroslav Walter.
USA: Larry Palmer - Dale Noreen, Tim Riley, Jim Westby, Dick Burg - Herb Brooks, Paul Johnson, Jack Williams - Dan Dillworth, Bob Turk, David Frank - David Rowick, Larry Cronkhite, Sam Grafstrom.

## Další zápasy reprezentace
Československo –  Spartak Mladá Boleslav 4:0 (1:0, 2:0, 1:0)
18. listopadu 1960 – Mladá Boleslav

Branky Československa: 12. Jiří Dolana, 23. Václav Pantůček, 28. Ján Starší, 59. Václav Pantůček.

Rozhodčí: Ondráček (TCH), Kovařík (TCH)
ČSR: Josef Mikoláš - Jan Kasper, Rudolf Potsch, Zdeněk Landa, Stanislav Sventek, Miloslav Kolář, Jaromír Bünter - Július Černický, Jozef Golonka, Ján Starší - Bronislav Danda, Václav Pantůček, Josef Barta - Miroslav Vlach, František Vaněk, Jiří Dolana - Karol Fako.
Spartak Mladá Boleslav: Milouš Kvaček (21. Vladimír Dzurilla) - Bártl, Mareš, Sládeček, Antoš - Exner, Pluhař, Čižimský - Čech, Buřil, Trégl, Dymák, Kameník, Šulc.
 Československo –  HC Villars 6:4 (3:1, 2:1, 1:2)
13. března 1961 – Villars-sur-Ollon

Branky Československa: Josef Černý, Václav Pantůček, Miroslav Vlach, Jiří Dolana, Bohumil Prošek, Zdeněk Kepák.

Branky Villars: 3x Laliberté, Bernasconi.
ČSSR: Vladimír Nadrchal (50. Josef Mikoláš) - Rudolf Potsch, Jaromír Bünter, František Gregor, Stanislav Sventek - Zdeněk Kepák, Václav Pantůček, Miroslav Vlach - Ján Starší, František Vaněk, Josef Černý - Jiří Dolana, Luděk Bukač, Bohumil Prošek.